# تقانه، ادلب
تقانه (به عربی: تقانة) یک روستا در سوریه است که در ناحیه مرکزی معره‌النعمان واقع شده‌است. تقانه ۵۶۲ نفر جمعیت دارد.